# Josip Brandl
Josip Brandl (nemško Josef Brandl), nemški izdelovalec orgel, klavirjev in harmonijev, * 15. avgust 1865, Eisendorf, Bavarska, Nemčija, † 20. junij 1938, Maribor.

## Življenje
Josef Brandl se je rodil v Eisendorfu, ki leži približno tri kilometre južno od Grafinga pri Münchnu. Od 17. februarja 1878 do 7. januarja 1882 se je učil orglarske obrti pri priznanem mojstru Jakobu Müllerju v bavarskem Rosenheimu. Po zaključenem izobraževanju je tri leta delal pri njem kot pomočnik. Naslednja leta je preživel kot »potujoči obrtnik« in najprej delal pri še enem priznanem orglarskem mojstru, Mathiasu Burkardu v Heidelbergu, zatem pa v znani orglarski delavnici bratov Mayer (nemško Gebrüder Mayer) v Feldkirchu na Predarlskem ter nato pri Antonu Behmannu v Schwarzachu, pravtako na Predarlskem.
Po opravljenem mojstrskem izpitu je začasno delal pri Ludwigu Edenhoferju v bavarskem Regnu, nakar se je septembra 1893 naselil v Mariboru, kjer je na takratnji Schmiderer Gasse 5 (danes Strossmayerjeva ulica) ustanovil sodobno podjetje za izdelavo orgel Josef Brandl's Orgelbau Anstalt, s čimer je bil eden prvih orglarjev pri nas, ki so opustili izdelovanje inštrumentov v majhnih delavnicah.
Deloval je v času največjega razcveta orglarstva pri nas, ki ga je zaznamovala huda konkurenca, tako da so naročila pri nas iskali tudi tuji priznani orglarji iz Avstrije, Nemčije in v manjši meri tudi Češke in Madžarske. Od njih se je uspelo prebiti predvsem podjetjema Mauracher iz St. Floriana v Zgornji Avstriji in Mayer iz Feldkircha. To je bil čas pnevmatskih orgel, ki so se uveljavile v 2. polovici 19. stoletja. V dobi največje popularnosti praktično ni bilo cerkve, ki si ne bi želela vsaj »moderno« predelanih orgel. Kljub temu se je v naslednjih desetletjih njihov pomen precej zmanjšal zaradi pomankljivosti te mehanike.
Brandl se je dobro zavedal potreb svojega časa. Z dovršenimi popravili in adaptacijami starejših orgel je kmalu prepričal škofijski ordinariat, zaradi česar je bilo njegovo podjetje že od vsega začetka zelo uspešno. V naslednjih letih je izdelal vrsto manjših in srednje velikih orgel na vzhodnem Štajerskem in v zahodnem delu ogrskih županij Zala in Varaždin.
Zaradi številnih tehničnih izboljšav in zvočne uglasitve instrumentov je bilo Brandlovo podjetje deležno velikega zaupanja svojih strank. Josef Brandl je pretežno izdeloval orgle romantične dispozicije in pnevmatske trakture, znaten napredek pa mi je uspel posebno pri izdelavi prefinjenih sapnic na stožce.
Brandl je v svoji karieri skupaj s svojimi sodelavci izdelal okoli 150 orgel. Na vsaki igralni konzoli je pričvrščena emajlirana ploščica z imenom podjetja in zaporedno številko dela (opus). Dokazano obstaja danes 149 del. Njegove največje in najznamenitejše orgle se nahajajo v baziliki v Brestanici (1928, 39 registrov, največje orgle), v baziliki v Mariboru (1900, 34 registrov), v stolnici v Mariboru (30 registrov) in v cerkvi sv. Blaža v Dubrovniku (1937, opus 144, 30 registrov). Na Hrvaškem je Brandl izdelal več kot 50 orgel po vseh pokrajinah. Poleg že omenjenih orgel dubrovniške cerkve so pomembne še tiste v cerkvi sv. Nikolaja v Varaždinu (1895, 20 registrov) in v tamkajšnji pavlinski cerkvi Matere Božje (1933, 28 registrov) ter v cerkvi sv. Nikolaja v Cavtatu (1938, 16 registrov). Nekaj manjših orgel (do 23 registrov) je izdelal tudi na avstrijskem Štajerskem, mednje spadajo Šentjur v Labotski dolini (1906), Straß na Štajerskem (1910), Lučane (1910), Gomilnica (1913) in Wundschuh (1914). Od ostalih dežel je bil Brandl prisoten še v Sremu in v Bosni. Leta 1904 je Brandl za svoje orgle na razstavi v Neaplju prejel priznanje »Gran Prix«.
Zaradi zastarele mehanike oziroma pnevmatike je bila večina njegovih orgel po drugi svetovni vojni predelana ali uničena.
Brandlovi klavirji do sedaj pri muzealcih še niso bili registrirani. Predvideva se, da so nekateri še v rabi, zato se zaenkrat še niso znašli na domačem trgu umetnin. Pianini, katerih peščica je evidentirana, dajejo slutiti, da je njihova proizvodnja najbolje tekla v 20. letih 20. stoletja. Vsi so v zasebni lasti. Na serijsko izdelavo kaže njihova mehanika, katere dele je Brandl kupoval v specializiranih delavnicah v Nemčiji, kljub temu pa to ne pomeni, da je zaradi tega trpela kakovost inštrumentov. Tako kot orgle, so bili tudi klavirji deležni več priznanj na obrtnih razstavah.
Brandlova hči Nada Jevdjenijević Brandl (1899–1999) je bila priznana violinistka.

## Orgle
| Opus | Leto      | D.        | Kraj                         | Cerkev                         | Manuali | Registri | Opombe |
| ---- | --------- | --------- | ---------------------------- | ------------------------------ | ------- | -------- | --- |
|      | 1894      | Slovenija | Pesnica                      | Cerkev sv. Marjete             | 1       | 9        | Najbrž prve Brandlove orgle. |
|      | 1894      | Slovenija | Markovci                     | Cerkev sv. Marka               | 1       | 10       | Leta 2007 so jih nadomestili z novimi orglami (Orglarska delavnica Maribor, 25/II+P).                                                                       |
|      | 1894      | Slovenija | Središče ob Dravi            | Cerkev Žalostne Matere Božje   | 1       | 5        | |
|      | pred 1895 | Hrvaška   | Krapina                      | Cerkev sv. Katarine            |         | 10       | |
|      | 1895      | Hrvaška   | Varaždin                     | Cerkev sv. Nikolaja            | 2       | 20       | |
| 9    | 1898      | Slovenija | Slovenska Bistrica           | Cerkev Žalostne Matere Božje   | 1       | 11       | |
|      | 1898      | Slovenija | Oplotnica                    | Cerkev Janeza Krstnika         | 2       | 16       | Leta 1998 restavriral Anton Škrabl. |
|      | 1898      | Slovenija | Ravne                        | Cerkev sv. Duha                | 1       | 6        | |
|      | 1899      | Slovenija | Jarenina                     | Cerkev Marijinega vnebovzetja  | 1       | 10       | |
|      | 1900      | Slovenija | Gornja Radgona               | Cerkev sv. Petra               | 2       | 12       | Leta 1993 so jih nadomestili z novimi orglami (Orglarska delavnica Maribor, 20/II+P).                                                                       |
| 12   | 1900      | Slovenija | Maribor                      | Bazilika Matere Usmiljenja     | 2       | 34       | Leta 1992 jih je restavriral in povečal Anton Jenko (zdaj 3 manuali in 41 registrov).                                                                       |
|      | 1900      | Slovenija | Dolič                        | Cerkev sv. Florijana           | 1       | 5        | |
|      | 1900      | Hrvaška   | Staro Petrovo Selo           |                                |         | 8        | |
|      | 1901      | Slovenija | Vurberk                      | Cerkev Marijinega vnebovzetja  | 1       | 8        | |
|      | 1901      | Slovenija | Puščava                      | Cerkev Marije Pomočnice        | 2       | 16       | |
|      | 1901      | Slovenija | Polje ob Sotli               | Cerkev sv. Nikolaja            | 1       | 8        | |
|      | 1902      | Slovenija | Leskovec pri Krškem          | Cerkev Žalostne Matere Božje   | 2       | 13       | Leta 2013 so jih nadomestili z novimi orglami Antona Škrabla.                                                                                               |
|      | 1902      | Slovenija | Ljutomer                     | Cerkev Janeza Krstnika         | 2       | 14       | |
|      | 1903      | Slovenija | Gorišnica                    | Cerkev sv. Marjete             | 1       | 9        | |
| 28   | 1903      | Slovenija | Ptuj                         | Cerkev sv. Jurija              | 2       | 24       | Leta 1996 jih je restavriral in povečal Anton Jenko (zdaj 3 manuali in 37 registrov).                                                                       |
| 30   | 1903      | Slovenija | Hoče                         | Cerkev sv. Nikolaja            | 1       | 6        | |
| 38   | 1903      | Slovenija | Vukovina                     | Cerkev Marijinega obiskanja    |         | 13       | |
|      | 1904      | Slovenija | Sveti Tomaž                  | Cerkev sv. Tomaža              | 1       | 9        | |
| 44   | 1905      | Slovenija | Tabor                        | Cerkev sv. Jurija              | 2       | 12       | |
| 45   | 1905      | Slovenija | Kotlje                       | Cerkev sv. Marjete             | 1       | 6        | |
| 46   | 1905      | Slovenija | Malečnik                     | Cerkev sv. Petra               | 2       | 10       | |
|      | 1905      | Slovenija | Cezanjevci                   | Cerkev sv. Roka in Sebastijana | 1       | 6        | |
| 51   | 1906      | Slovenija | Pekre                        | Cerkev Žalostne Matere Božje   |         | 7        | |
|      | 1906      | Slovenija | Cirkulane                    | Cerkev sv. Barbare             | 1       | 9        | |
|      | 1906      | Avstrija  | Šentjur v Labotski dolini    | Cerkev sv. Jurija              | 1       | 6        | |
| 63   | 1908      | Slovenija | Hoče                         | Cerkev sv. Jurija              | 2       | 10       | Leta 1996 so jih nadomestili z novimi orglami (Orglarska delavnica Maribor, 20/II+P).                                                                       |
| 67   | 1908      | Slovenija | Laporje                      | Cerkev sv. Filipa in Jakoba    | 1       |          | Leta 1986 so jih nadomestili z novimi orglami (Anton Jenko, 15/II+P).                                                                                       |
| 70   | 1908–09   | Slovenija | Maribor                      | Stolnica sv. Janeza Krstnika   | 2       | 30       | Leta 1981 so jih nadomestili z novimi orglami (Walcker, 37/III+P).                                                                                          |
| 76   |           | Hrvaška   | Sveti Martin na Muri         | Cerkev sv. Martina             |         | 11       | |
|      | 1909      | Slovenija | Cirkovce                     | Cerkev Marijinega vnebovzetja  | 2       | 13       | |
| 78   | 1909      | Avstrija  | Straß na Štajerskem          | Cerkev Marijinega vnebovzetja  | 2       | 10       | Leta 2011 jih je obnovil Andreas Utz. |
| 79   |           | Slovenija | Pišece                       | Cerkev sv. Mihaela             | 2       | 14       | Leta 2018 jih je obnovil Anton Škrabl. |
| 84   | 1910      | Avstrija  | Lučane                       | Cerkev sv. Nikolaja            | 2       | 22       | Leta 2013 jih je obnovil Franz Windtner. |
| 89   | 1910      | Hrvaška   | Štrigova                     | Cerkev sv. Marije Magdalene    |         | 10       | |
|      | 1912      | Slovenija | Kamnica                      | Cerkev sv. Martina             | 1       | 10       | Leta 1990 prenovljene in deloma predelane na mehansko trakturo.                                                                                             |
|      | 1913      | Slovenija | Stari trg pri Slovenj Gradcu | Cerkev sv. Radegunde           | 2       | 10       | Leta 1998 so jih nadomestili z novimi orglami (Orglarska delavnica Maribor, 22/II+P).                                                                       |
| 104  | 1913      | Slovenija | Miklavž pri Ormožu           | Cerkev sv. Miklavža            | 2       | 17       | Leta 1979 zamenjali z elektronskimi,orgelska omara in igralnik še ohranjen.                                                                                 |
| 105  | 1913      | Hrvaška   | Margečan                     | Cerkev sv. Margarete           | 1       | 7        | Leta 1921 jih je sam Brandl popravil. |
| 109  | 1913      | Avstrija  | Gomilnica                    | Cerkev sv. Petra in Pavla      | 2       | 15       | |
|      | 1914      | Avstrija  | Wundschuh                    | Cerkev sv. Nikolaja            | 2       | 15       | Leta 1969 jih je Konrad Hopferwieser razširil na 21 registrov. Leta 2008 jih je prenovil in opremil z novo elektronsko igralno konzolo Christian Hartinger. |
|      | 1917      | Avstrija  | Radgona                      | Cerkev Marije Pomočnice        |         | 8        | |
|      | 1923      | Hrvaška   | Našice                       | Cerkev sv. Antona Padovanskega |         | 15       | |
|      | 1926      | Slovenija | Velika Polana                | Cerkev Srca Jezusovega         | 1       | 7        | |
| 130  | 1928      | Slovenija | Brestanica                   | Bazilika Lurške Matere Božje   | 3       | 39       | Leta 2002/03 jih je restavriral Simon Kolar. |
|      | 1928      | Hrvaška   | Cavtat                       | Cerkev sv. Nikolaja            |         | 16       | |
| 132  | 1929      | Slovenija | Starše                       | Cerkev sv. Janeza Krstnika     | 2       | 11       | Leta 2006 so jih nadomestili z novimi orglami (Anton Škrabl, 18/II+P).                                                                                      |
| 144  | 1937      | Hrvaška   | Dubrovnik                    | Cerkev sv. Blaža               |         | 30       | |
| 149  | 1938      | Slovenija | Vransko                      | Cerkev sv. Mihaela             | 2       | 16       | Leta 1993 so jih nadomestili z novimi orglami (Orglarska delavnica Maribor, 18/II+P).                                                                       |